# جون تاندبيرغ
جون تاندبيرغ (بالألمانية: John Tandberg) (و. 1896 – 1968 م) هو كيميائي، وفيزيائي من النرويج . وكان عضواً في الأكاديمية الملكية السويدية للعلوم الهندسية .
توفي في لوند ، عن عمر يناهز 72 عاماً.

## مناصب وهيئات
أدار جامعة لوند.